# Фреге, Ливия
Ливия Фреге (нем. Livia Frege, урождённая Герхардт, нем. Gerhardt; 13 июня 1818, Гера — 22 августа 1891, Абтнаундорф, ныне в составе Лейпцига) — немецкая певица (сопрано).
Училась у Христиана Августа Поленца и у Вильгельмины Шрёдер-Девриент. В 1832 году дебютировала в Гевандхаузе в одном концерте с Кларой Вик, будущей женой Роберта Шумана, и в дальнейшем на протяжении многих лет Фреге связывала с семьёй Шуманов творческая дружба: она много пела песни Шумана (в том числе на приватных концертах у них дома, где её слышал, в частности, Ханс Кристиан Андерсен), Шуман посвятил ей цикл «Шесть стихотворений из „Книги песен художника“» Op. 36 (нем. 6 Gedichte aus dem "Liederbuch eines Malers"; 1842), а романс «Морская фея» (нем. Die Meerfee; 1850) сочинён Шуманом в подарок на день рождения Фреге. Эдвард Григ, общавшийся с Фреге в поздние её годы, писал (говоря о пении Фреге в премьере оратории Шумана «Рай и Пери», 1843), что в Лейпциге она в равной мере славилась красотой, любезностью и прекрасным голосом.
В сезоне 1835/1836 Ливия Герхардт пела в Берлине, однако затем вышла замуж за юриста Вальдемара Фреге и вернулась в Лейпциг. Дом Фреге был одним из центров музыкальной жизни города. Помимо Шумана Фреге была дружна с Феликсом Мендельсоном, переписывалась с Францем Листом и Джакомо Мейербером и др.
Улица в пригороде Лейпцига была названа Liviastraße в честь Ливии Фреге ещё при её жизни, в 1889 году.